# Innocent (タイナカ彩智のアルバム)
『innocent』（イノセント）は、タイナカ彩智の4枚目のアルバム。2011年3月2日
にBounDEE by SSNWから発売された。

## 概要
改名及びインディーズ転向後、初のリリース作品。エンハンスド仕様のCDであり、ライブ映像が収録されている。広沢タダシが音楽プロデューサーを務めた作品。また広沢はアコースティックギターとしても楽曲に参加している。「ワンダーランド」のピアノ演奏には、シンガーソングライターのコトリンゴが参加。
公式発売日は3月2日だが、それ以前にもライブ会場などで販売されていた。

## 収録曲
1. CLOSE [2:08]
作詞・作曲：広沢タダシ、Acoustic Guitar：広沢タダシ
2. ペンギン [4:50]
作詞：タイナカ彩智・広沢タダシ、作曲：広沢タダシ
3. And U [4:58]
作詞：タイカ彩智・広沢タダシ、作曲：広沢タダシ
4. 好きだよ [5:53]
作詞：タイナカ彩智、作曲：タイナカ彩智・広沢タダシ
5. tell me love [4:01]
作詞・作曲：タイナカ彩智
6. ワンダーランド [3:27]
作詞：タイナカ彩智、作曲：広沢タダシ、Piano：コトリンゴ
7. wait for me [4:49]
作詞・作曲：タイナカ彩智
8. shadow [5:45]
作詞：タイナカ彩智、作曲：タイナカ彩智・広沢タダシ
9. コックのポルカ [1:27]
作詞：阪田宏夫、作曲：山本直純
音源は小学生の頃（1996年）に収録されたものを使用している。
10. innocent [6:06]
作詞・作曲：タイナカ彩智、Acoustic Guitar：広沢タダシ